# Velká země
Velká země (anglicky The Big Country) je americký western z roku 1958. Režisér filmu William Wyler vytvořil výpravný film, který získal Oscara za vedlejší mužskou roli Burla Ivese a stal se klasikou žánru, přestože hlavní hrdina filmu vystřelí za celou dobu jen jednou a to navíc pouze do země. Film byl nominován na Oscara také za nejlepší filmovou hudbu, jejímž autorem je Jerome Moross. Kameramanem snímku byl americký kameraman českého původu Franz Planer (František Plánička).

## Děj
James McKay (Gregory Peck), bývalý námořní kapitán, přijede na západ za svou snoubenkou Patricií Terrilovou (Carroll Bakerová), dcerou velmi bohatého rančera Henryho Terilla (Charles Bickford). S pomocí Patricie se James brzy seznámí s životem na Divokém západě, ale pořád se nemůže srovnat s tím, že zde nejsou žádné zákony a spravedlnost a nechce nic řešit násilím, což se Patricii ani jejímu otci nelíbí. Steve Leech (Charlton Heston), předák z ranče Henryho Terilla, který Patricii také miluje, dopomáhá tomu, aby se svatba Jamese a Patricie nekonala. Pomáhá tomu i spor mezi Hannasey a Terilly o vodu, kterou vlastní místní učitelka a rančerka Julie Maragonová (Jean Simmonsová), přítelkyně Patricie i jejího otce, a kterou oba ranče potřebují. Svatba Patricie a Jamese se nakonec opravdu nekoná.
Závěrečná bitva se strhne, když Buck Hannassey (Chuck Connors), syn Rufuse Hannasseyho (Burl Ives), vůdce rodu Hannasseyů, unese Julii Maragonovou, kterou miluje Buck i James. Rufus Hannassey ji zajme a chce od ní, aby mu prodala svůj ranč i s vodou. Ale netuší, že ho již dříve prodala Jamesovi, kterého miluje. Když to Rufus zjistí, rozzlobí se a nechá ji na svém ranči, zavřenou v malém pokoji. James pak jede za Julií na ranč Hannessyů, kde bude za Julii bojovat s Buckem. Každý má jeden náboj. Buck se netrefí a čeká na smrt, ale James ho nechce zabít a nechá ho žít. Rufus je rád, že je James spravedlivý a propustí Julii. Buck pak ale chce Jamese zastřelit a při tom ho jeho otec Rufus zabije.
V závěrečné bitvě se Steve Leech postaví na stranu Jamese, který není ani s Terilly, ani s Hannassey. Major Henry Terill a Rufus Hannassey se nakonec navzájem zastřelí a Steve je těžce zraněn, ale přežije. Film končí při pohledu na obrovské pláně - VELKOU ZEMI.
Stopáž: 165 minut

## Obsazení
- Gregory Peck jako James McKay (bývalý námořní kapitán a budoucí rančer)
- Jean Simmonsová jako Julie Maragon (místní učitelka a rančerka)
- Charlton Heston jako Steve Leech (předák kovbojů majora Henryho Terilla)
- Carroll Bakerová jako Patricia Terrill (dcera majora Henryho Terilla)
- Burl Ives jako Rufus Hannassey (otec-hlava rodu Hannaseyů, rančer)
- Charles Bickford jako major Henry Terrill (bohatý a vlivný rančer)
- Alfonso Bedoya jako Ramón Guiteras (zaměstnanec Henryho Terilla)
- Chuck Connors jako Buck Hannassey (syn Rufuse Hannasseyho, rančer)
- Chuck Hayward jako Rafe Hannasey (syn Rufuse Hannasseyho, rančer)
- Buff Brady jako Dude Hannasey (syn Rufuse Hannasseyho, rančer)
- Jim Burk jako Blackie, Cracker Hannasey (syn Rufuse Hannasseyho, rančer)
- Dorothy Adams (žena Hannaseyových, rančerka)
- Chuck Robertson (Terrillův kovboj)
- Bob Morgan (Terrillův kovboj)
- John McKee (Terrillův kovboj)